# Pręgomysz
Pręgomysz (Lemniscomys) – rodzaj ssaków z podrodziny myszy (Murinae) w obrębie rodziny myszowatych (Muridae).

## Rozmieszczenie geograficzne
Rodzaj obejmuje gatunki występujące w Afryce.

## Morfologia
Długość ciała (bez ogona) 81–161 mm, długość ogona 70–160 mm, długość ucha 7–21 mm, długość tylnej stopy 19–33 mm; masa ciała 22–82 g.

## Systematyka
Rodzaj (w randze podrodzaju w obrębie Mus) zdefiniował w 1881 roku francuski zoolog Édouard Louis Trouessart w artykule zatytułowanym Tabela synoptyczna rodzin i podrodzin żyjących i kopalnych gryzoni, opublikowanym w czasopiśmie „Bulletin de la Société d’Études scientifiques d’Angers”. Trouessart wymienił kilka gatunków – Mus lineato affinis Hedenborg, 1839 (nomen dubium), Mus barbarus Linnaeus, 1767, Mus dorsalis A. Smith, 1845 (= Arvicanthis dorsalis rosalia O. Thomas, 1904), Golunda pulchella J.E. Gray, 1864 (= Mus striatus Linnaeus, 1758), Mus zebra Heuglin, 1864, Mus pumilio Sparrman, 1784, Mus lineatus F. Cuvier, 1829 (= Mus pumilio Sparrman, 1784), Mus univittatus W. Peters, 1876 i Mus trivirgatus Temminck, 1853 – z których gatunkiem typowym jest (późniejsze oznaczenie) Mus barbarus Linnaeus, 1766 (pręgomysz berberyjska).

### Etymologia
Lemniscomys: gr. λημνισκος lēmniskos ‘wstęga, opaska’; μυς mus, μυος muos ‘mysz’.

### Podział systematyczny
Do rodzaju należą następujące gatunki:
| Grafika | Gatunek                 | Autor i rok opisu             | Nazwa zwyczajowa      | Podgatunki         | Rozmieszczenie geograficzne | Podstawowe wymiary                                  | Status IUCN |
| ------- | ----------------------- | ----------------------------- | --------------------- | ------------------ | --- | --------------------------------------------------- | ----------- |
|         | Lemniscomys barbarus    | (Linnaeus, 1766)              | pręgomysz berberyjska | gatunek monotypowy | wąski przybrzeżny pas w Maroku, Algierii i Tunezji, głównie na północ od gór Atlas; zakres wysokości: do 1000 m n.p.m. | DC: 10,1–12,1 cm DO: 11–14,5 cm MC: 28–56 g         | LC          |
|         | Lemniscomys rosalia     | (O. Thomas, 1904)             | pręgomysz jednopręga  | gatunek monotypowy | Afryka Wschodnia i Południowa, od Kenii na południe do północno-wschodniej Południowej Afryki, na zachód do południowej Angoli i północnej Namibii; zakres wysokości: do 1200 m n.p.m. | DC: 9,6–16,1 cm DO: 8,8–16 cm MC: 33–82 g           | LC          |
|         | Lemniscomys roseveari   | van der Straeten, 1980        | pręgomysz zambijska   | gatunek monotypowy | endemit Zambii: znany z 2 miejsc (Zambezi i Solwezi); prawdopodobnie szeroko rozpowszechniony | DC: 11,3–13,7 cm DO: 12,3–15,3 cm MC: brak danych   | DD          |
|         | Lemniscomys griselda    | (O. Thomas, 1904)             | pręgomysz angolska    | gatunek monotypowy | Angola i sąsiadujące części Demokratycznej Republiki Konga i północno-zachodniego Zimbabwe | DC: 11,6–13,8 cm DO: 11,8–14,9 cm MC: brak danych   | LC          |
|         | Lemniscomys zebra       | (Heuglin, 1864)               | pręgomysz zebrowana   | gatunek monotypowy | suche sahelo-sudańskie sawanny od Senegalu na wschód do Erytrei, na południe do południowej Tanzanii; zakres wysokości: do 1220 m n.p.m. | DC: 9,6–11,9 cm DO: 11–13,3 cm MC: 24–60 g          | LC          |
|         | Lemniscomys striatus    | (Linnaeus, 1758)              | pręgomysz smugowa     | gatunek monotypowy | tropikalna Afryka od Senegalu na wschód do zachodniej Kenii, na południe do północnej Angoli, południowej Demokratycznej Republiki Konga, północno-wschodniej Zambii i północnego Malawi; izolowane populacje w Gwinei Bissau, południowo-zachodnim Sudanie i południowo-zachodniej Etiopii; zakres wysokości: 0–1700 m n.p.m. | DC: 9,7–13,9 cm DO: 9,6–15,3 cm MC: 28–67 g         | LC          |
|         | Lemniscomys macculus    | (O. Thomas & Wroughton, 1910) | pręgomysz błazeńska   | gatunek monotypowy | Afryka Wschodnia w północno-wschodniej Demokratycznej Republice Konga, południowym Sudanie Południowym, Ugandzie, południowo-zachodniej Erytrei, zachodniej Kenii, skrajnie północno-zachodniej Tanzanii i północnej Rwandzie; zakres wysokości: 500–1300 m n.p.m.                                                             | DC: 9,1–11,8 cm DO: 7–15 cm MC: 31–41 g             | LC          |
|         | Lemniscomys linulus     | (O. Thomas, 1910)             | pręgomysz senegalska  | gatunek monotypowy | Afryka Zachodnia na zachód od przesmyku Dahomey (Senegal, Mali, Gwinea i Wybrzeże Kości Słoniowej); zakres wysokości: 450–700 m n.p.m. | DC: 9,3–12,6 cm DO: 9,5–13,5 cm MC: 37–41 g         | LC          |
|         | Lemniscomys mittendorfi | Eisentraut, 1968              | pręgomysz kameruńska  | gatunek monotypowy | endemit Kamerunu: góra Oku; zakres wysokości: około 2300 m n.p.m. | DC: 8,5–9,8 cm DO: 7,5–8,4 cm MC: 22–34 g           | LC          |
|         | Lemniscomys hoogstraali | Dieterlen, 1991               | pręgomysz pustelnicza | gatunek monotypowy | endemit Sudanu Południowego: znany tylko z Paloich, Nil Górny | DC: około 12,7 cm DO: około 12,8 cm MC: brak danych | DD          |

Kategorie IUCN:  LC  – gatunek najmniejszej troski,  DD  – gatunki o nieokreślonym stopniu zagrożenia.